# Ifvar Kraak
Ifvar Kraak, född 1708 i Köpenhamn, död 30 november 1795 i Lund, var en danskfödd översättare, läroboksförfattare och språkmästare, huvudsakligen aktiv i Sverige.

## Barndom och utbildning
Kraak föddes 1708 som son till en bokhållare vid bygget av operahuset i Köpenhamn. Han blev dock tidigt föräldralös och togs istället om hand av en rektor i Kristiania, där han gick ut gymnasiet. Han återvände 1728 till sin födelseort för att studera bland annat språk vid Köpenhamns universitet. Här skall han ha kontaktats av ett alkemiskt intresserat sällskap från uppväxtorten Kristiania, som ombedde honom att försätta dem i kontakt med en kunnig guldmakare. Detta projekt lär inte ha fallit särskilt väl ut, men skall ha försatt den unge Kraak i förbindelse med "en man, som, under bemödandet att upptäcka den dyrbara konsten, genomrest flera af Europas länder och därunder gift sig med en utländska. Tyska och franska som utgjorde samtalsspråket i hans hus, uppväckte hos K. begäret för språkstudier.". En mer prosaisk berättelse förtäljer att han vid Köpenhamns universitet "skaffat sig kunskaper i de främmande språken, bl. a. under umgänge med en fransk språkmästare". Oavsett vad lämnade han Danmark år 1732 för att fortsätta sin karriär i Sverige.

## Ämbetsbana
Efter att ha immigrerat till Sverige år 1732 försörjde sig Kraak som språklärare i Karlskrona och Lund, där han vid universitetet i sistnämnda stad blev tillförordnad språkmästare i franska (och möjligen även spanska och engelska) år 1738. Här blev han dock inte långvarig, utan tillträdde redan 1740 en tjänst som språkmästare och translator publicus i Göteborg, en tjänst som tillät honom att ytterligare uppöva sina språkkunskaper genom besök i Engelska kyrkan. Det är emellertid osannolikt att Kraak någonsin fick tillfälle att praktisera sin engelska i Storbritannien. Även i Göteborg blev Kraaks vistelse relativt kort, då han 1748 återvände till Lunds universitet, den här gången som ordinarie språkmästare.
Vid Lunds universitet skall Kraak ha utövat sitt ämbete med stor flit. Från att inledningsvis ha undervisat i språk en timme om dagen måndagar, tisdagar, torsdagar och fredagar, fördubblades hans undervisningtid under de sista tjugo åren av hans arbete. Till detta kom privatlektioner på onsdagar och lördagar. Under denna tid författade han dessutom ett antal läroböcker i engelska och franska, samtidigt som han upprätthöll ett rykte om att aldrig missa en enda föreläsning. Dessa böcker lär han med stor framgång ha använt i sin egen av samtiden mycket omtyckta språkundervisning, som ena terminen befattade sig med engelskan, och andra med franskan. År 1781 tvingades han dock ta avsked från språkmästartjänsten på grund av nedsatt hörsel.

## Död

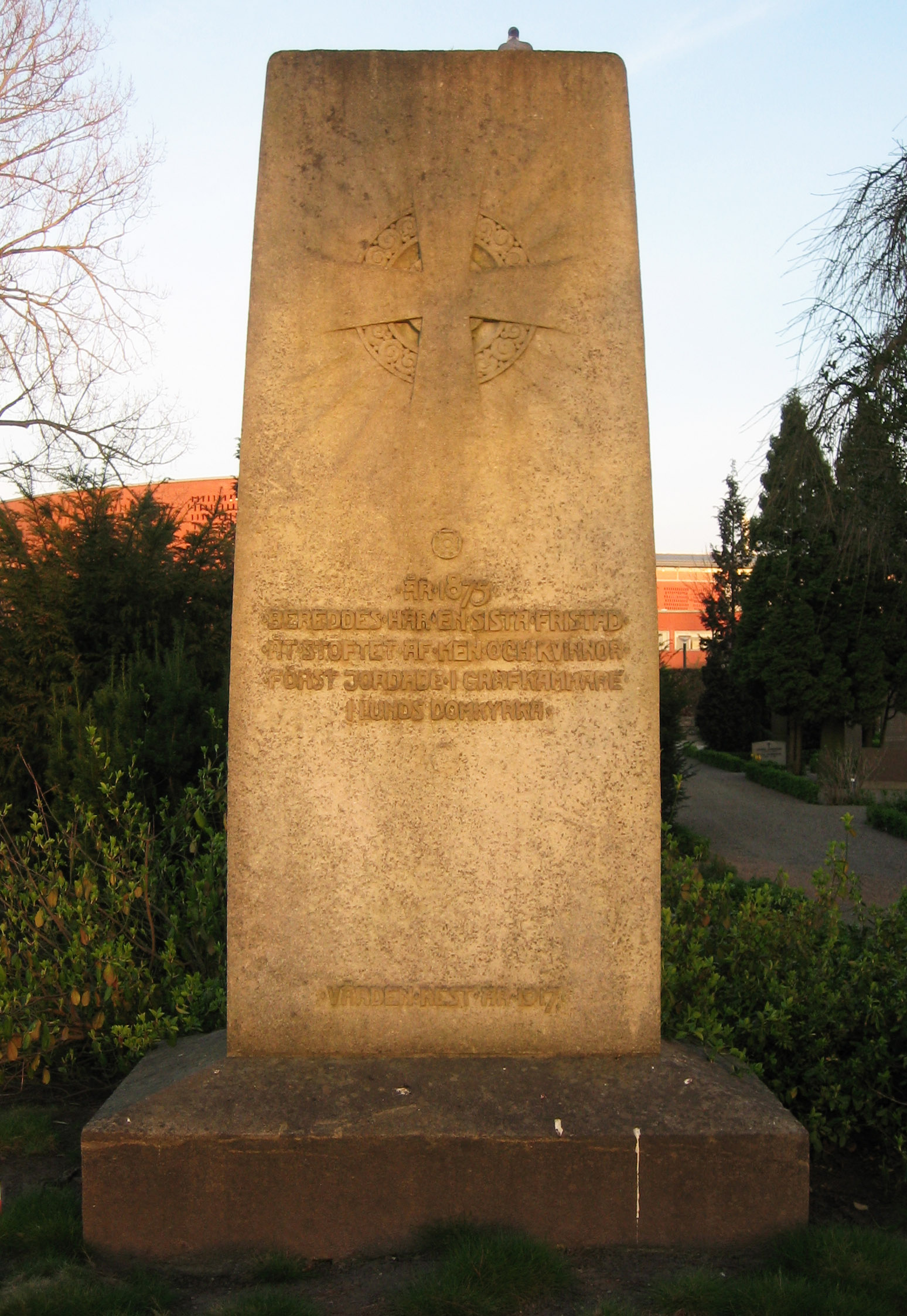
Monument över de gravar som flyttades från Lunds domkyrka till Norra kyrkogården 1875, däribland Ifvar Kraaks.

Ifvar Kraak avled den 30 november 1795, sex år efter hustrun Marja Olsson, av "ålderdoms bräklighet" i sitt hus på tomten nummer 91 vid Skomakaregatan. Han begravdes den 11 december i Lunds domkyrka, och under ceremonin genomfördes likringning "med alla klockor, samt 2ne processions ringningar". År 1875 flyttades hans och hustruns stoft till en massgrav på Norra kyrkogården.
Han efterlämnade styvdottern Christina Fridlezia, samt sönerna Johan Kraak, medicine doktor och professor, och Arvid Kraak, handelsman. Bouppteckningen, som förvaras på Lunds universitetsarkiv, visar på ett förhållandevis välbärgat hem, med en total förmögenhet på ungefär 700 riksdaler.
Ibland uppges hans dödsår felaktigt som 1781, vilket dock får anses vara en förväxling med hans pensionsår.

## Porträtt
I Lunds universitetsbiblioteks samlingar finns ett miniatyrporträtt av Kraak, utfört 1792 av akademiritmästare Martin David Roth. Arbetet utfördes åt Kraaks styvdotter Christina Fridlezia.

## Kraak som författare
Betydelsen av Kraaks författarskap, ehuru inte särskilt omfattande, kan svårligen underskattas. Hans Försök til en lätt och tydelig engelsk grammatica var otvivelaktligen den i Sverige mest använda använda läroboken i engelska under hela sjuttonhundratalet, användes här och var ända in på artonhundratalet och utkom i hela tre upplagor. Han karaktäriseras som en skicklig lingvist, och hans böcker anses ha haft "större omfång, uppslagsrikedom och aktualitet" än andra läroböcker i samma ämne. Hans pedagogiska grepp har prisats såsom en "genomtänkt språkmetodik med tyngdpunkten lagd på samtal och textläsning".
Alla var dock inte lika begeistrade över Kraaks författargärning. Ett av hans verk om Karl XII beskrivs som "skriven utan smak, i en platt och nedrig styl, samt full med fel emot språket", medan hans engelska böcker karaktäriseras av en tysk artonhundratalsbetraktare som "recht confus" och utan förmåga att göra åtskillnad ens på uppenbart väsensskilda ord. Denna hårda bedömning kan kanske delvis ha motiverats av Kraaks för tiden radikala grepp att i sina läroböcker använda talformer av vissa ord, såsom ja (jag), ska (skall) och ä (är). I modern tid har hans översättningsövningar kommit att användas i humoristiska syften.
Kraaks engelska läroböcker syftade inte endast till universitetsundervisning. Såsom ovan nämnts användes de i stora delar av det svenska undervisningsväsendet under 1700-talet, men Kraaks ambitioner var vidare än så. Han syftade till att nå såväl engelsmän bosatta i Sverige (därav den talspråkliga svenskan så att "de Engelske, och andra Utlänningar [...] kunde förstå oss uti allmänt tal.") som svenska akademiker och handelsmän. Då han ansåg engelskan vara både nyttig och lättlärd för svenskar vinnlade Kraak sig om att kombinera teori och praktik i sina läroböcker, så att även "de som fått en obotelig afsmak till den gamla Grammatiska träldomen" skulle kunna intresseras för engelskstudier.